# Phare de Long Beach
Le phare de Long Beach est un phare situé dans le port de Long Beach, dans le Comté de Los Angeles (État de la Californie), aux États-Unis.
Ce phare est géré par la Garde côtière américaine, et les phares de l'État de Californie sont entretenues par le District 11 de la Garde côtière .

## Histoire
Le phare de Long Beach est aussi appelé Robot Light. Il a été établi en 1949 et il est automatique depuis sa mise en service.
Dans sa position dominante sur le brise-lames central de San Pedro, le phare était considéré comme une merveille mécanique étrange lorsqu'il a été créé. Plus tard, un autre feu de navigation a été érigé au sommet de la station des pilotes du port de Long Beach en 1968. Marquant le chenal d'entrée du port, la lumière est accompagnée d'un radar de la Garde côtière américaine. Ce phare est inaccessible au public.

## Description
La tour rectangulaire blanche de 13 m en trois étages, posée sur six colonnes noires, dispose d'une balise de 36 pouces (910 mm) qui est contrôlée par le système ANRAC depuis le port de Los Angeles. Il est aussi équipé d'une corne de brume à deux tonalités et une balise-radio. Il émet, à une hauteur focale de 15 m, un éclat blanc toutes les 5 secondes. Sa portée nominale est de 20 milles nautiques (environ 37 km). Le phare ne se visite pas.
Identifiant : ARLHS : USA-447 - Amirauté : G3797 - USCG : 6-0125 .

## Caractéristique duFeu maritime
Fréquence : 5 secondes (W)
- Lumière : 0.5 seconde
- Obscurité : 4.5 secondes

|                             |
| Tour du phare de Long Beach |

|                           |
| Phare privé de Long Beach |

### Lien connexe
- Liste des phares de la Californie